# Геворг Мегрик
Геворг Мегрик (Мехрик, арм. Գևորգ Մեղրիկ), также Севанци, Дразаркци, Васпураканци ) — армянский богослов, педагог и видный церковный деятель XI—XII веков.

## Биография
Родился примерно в 1043/45 годах в деревне Аналюр, в Васпуракане. Образование получил в Севанском монастыре. После обучения долгое время оставался там и занимался педагогической деятельностью. Прозвище «Мегрик» (сладкоголовый) получил из-за своего мягкого нрава. В конце XI века, по приглашению князя Тороса, отправился в Киликийскую Армению, где основал (по другим данным — восстановил) Дразаркский монастырь и пустынь Хорин в Сисе. Именно благодаря его деятельности Дразаркский монастырь стал одним из крупнейших книжних центров Армении. Был сподвижником католикосов Григора Мартиролюба и Барсега Анеци. Жил по строгому монашескому уставу, в общей сложности 50 лет своей жизни пробыл в отшельничестве, за что прославился как «духовный отец всех армян». Умер в Дразаркском монастыре в возрасте 70 лет.
Биографические данные о его жизни и деятельности сохранились у Самуела Анеци, Степаноса Орбеляна, Киракоса Гандзакеци, Вардана Аревелци, Маттеоса Урхаеци, Смбата Спарапета, а также в памятных записях и рукописях самого Геворга.

## Наследие и память
Из литературного наследия Геворга сохранилось немногое. Известно, что по поручению католикоса Григора Мартиролюба он отредактировал и дополнил религиозную книгу «Чашоц». Его перу принадлежат ряд богословских произведений: «О молитве и покаянии в грехах» (арм. Աղոթական բանք յաղագս զղջման մեղաց, «Краткая история мощей святого апостола Петра» (арм. Համառոտ պատմութիւն նշխարաց առաքելոյն Պետրոսի), «Писание о поклоне и мольбе» (арм. Գիրք ողջույնի եւ պաղատանաց), а также молитвы, исповеди и религиозные песни: «Песнь благословения для бдящих и молитва к Богу» (арм. Աղօթք եւ երգք աւրհնութեանց), «Молитва к Небесному Отцу» (арм. Աղոթք ի Հայրն երկնավոր), «Исповедание православных верующих» (арм. Խոստովանութիւն հավատացելոց ուղղափառաց), и т.д.. Сохранились также несколько рукописей XI—XII веков, переписанных или заказанных лично Геворгом Мегриком.
В «Айсмавурке» память Геворга Мегрика отмечается 30 июля.
Комментарии
1. ↑  Согласно ранним источникам, в частности М. Чамчяну (см. ), Самуела Анеци был одним из его учеников (см. H. Petermann. Beiträge zu der Geschichte der Kreuzzüge aus armenischen Quellen // Abhandlungen der Königlichen Akademie der Wissenschaften in Berlin. — 1860. — С. 89.), однако это утверждение не находит подтверждения в современных источниках.